# Lucas Hernández
Lucas François Bernard Hernández Pi (ur. 14 lutego 1996 w Marsylii) – francuski piłkarz hiszpańskiego pochodzenia, występujący na pozycji obrońcy we francuskim klubie Paris Saint-Germain oraz w reprezentacji Francji.

## Kariera klubowa
W 2007 dołączył do Atlético Madryt, w wieku 11 lat. 9 listopada 2013 został powołany na mecz Primera División przeciwko Villarreal CF, jednak nie zadebiutował w nim. W 2014 przedłużył kontrakt do 2018. Pierwszy mecz w pierwszej drużynie rozegrał przeciwko CE L'Hospitalet Pucharze Króla. Ligowy debiut miał miejsce w wygranym 4:1 meczu z Athletic Bilbao, gdy zastąpił na boisku Guilherme Siqueire. Od lipca 2019 został zawodnikiem Bayern Monachium, piłkarz kosztował 80 mln euro. W 2023 r przeszedł do Paris Saint-Germain.

## Kariera reprezentacyjna
Jego debiut w reprezentacji Francji miał miejsce 6 marca 2012. Rozegrał wtedy pełne 90 minut w zremisowanym 1:1 meczu reprezentacji Francji do lat 16 z Włochami. W 2014 rozpoczął grę w kadrach do lat 18 oraz do lat 19. W seniorskiej reprezentacji zadebiutował 23 marca 2018 w towarzyskim meczu przegranym 2:3 z Kolumbią. Znalazł się w kadrze 23 zawodników powołanych przez trenera Didiera Deschampsa na Mistrzostwa Świata 2018 w Rosji, gdzie Francuzi zdobyli złoty medal, pokonując w finale Chorwację 4:2.

## Sukcesy

### Atlético Madryt
- Liga Europy UEFA: 2017/2018
- Superpuchar Europy UEFA: 2018

### Bayern Monachium
- Klubowe mistrzostwo świata: 2020
- Liga Mistrzów UEFA: 2019/2020
- Superpuchar Europy UEFA: 2020
- Mistrzostwo Niemiec: 2019/2020, 2020/2021, 2021/2022
- Puchar Niemiec: 2019/2020
- Superpuchar Niemiec: 2020, 2022

### Francja
Mistrzostwa świata
- Mistrzostwo: 2018

## Życie prywatne
Jest synem piłkarza Jean-François Hernándeza. Jego żoną jest od 2017 – Amelia Ossa Llorente. Mają syna – Martina (ur. 1 sierpnia 2018). Jego młodszy brat – Theo gra obecnie w drużynie AC Milanu.

## Odznaczenia
- Chevalier Legii Honorowej – nadanie 2018[3], wręczenie 2019[4][5]